# سواق وشغالة
سواق وشغالة هو مسلسل تلفزيوني اجتماعي كوميدي سعودي. يحكي المسلسل جوانب من العوالم السرية للعمالة المنزلية وما يجري في حياتهم من مواقف وأحداث . المسلسل من إنتاج روتانا وتنفيذ شركة الصدف وتم تصويره في مدينة جدة، ومن من بطولة رياض الصالحاني ومحمد الحجي والمهرة وشيماء الفضل ورانيا محمد وبدر المطرفي وسارة اليافعي ومحمد جبرتي و نصره الحربي.

## قصة المسلسل
يعالج المسلسل قضايا وجوانب عديدة ويتناول موضوع العمالة المنزلية والمشاكل التي تواجهه المجتمع السعودي والخليجي بشكل عام
المسلسل

## بطولة
- رياض الصالحاني
- محمد الحجي
- سلوى الجراش
- بدر المطرفي
- رانيا محمد
- سارة اليافعي
- شمعة محمد
- نصره الحربي
- محمد جبرتي
- المهرة (ممثلة)
- شيماء الفصل